# باغ معطر

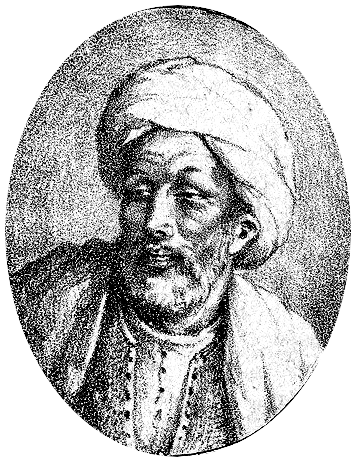
پرتره شیخ نفزاوی - جزئیات صفحه ۱۶ کتاب La Prairie Parfumée ترجمه بارون آر و چاپ ۱۸۵۰

باغ معطر (به عربی: الروض العاطر في نزهة الخاطر) کتابی مجموعه داستانی مربوط به سده پانزدهم میلادی به زبان عربی در مورد آمیزش جنسی است. نگارش این کتاب به محمد ابن محمد النفزاوی (شیخ نفزاوی) اهل تونس منسوب است.

## برگردان
این کتاب پیش از انگلیسی به زبان فرانسه برگردان شده بود. ریچارد فرانسیس برتون (برگرداننده کاما سوترا به زبان انگلیسی) در سال ۱۸۸۶ باغ معطر را از فرانسه به انگلیسی برگرداند. در ایران این کتاب توسط علی طباخیان به فارسی ترجمه شده است.
فصل بیست‌ویکم برگردان فرانسوی این کتاب که به همجنس‌گرایی می‌پردازد در متن انگلیسی آن وجود ندارد. بر اساس برخی اسناد و نقل قول‌ها، برتون می‌خواسته که این فصل نیز را به نسخهٔ تجدیدنظر شده اضافه نماید. اما او پیش از چاپ آن درگذشت و همسر او نسخهٔ سانسور نشدهٔ کتاب را به‌همراه بسیاری دیگر از نوشته‌های برتون سوزاند.

## درونمایه
این کتاب، مجموعه داستانی با جزئیات دقیق و بی‌شرمانه، در وصف روش‌های عشق‌بازی و آمیزش جنسی است. از این جهت، در مقابل کاما سوترا قرار می‌گیرد؛ زیرا کاما سوترا بیشتر جنبهٔ آموزشی دارد.
داستان‌های این کتاب، سرگرم‌کننده و به سبک داستان‌های هزار و یک شب هستند. برتون بر این عقیده بود که «باغ معطر» اثری کلاسیک عربی است که بر مبنای هزار و یک شب (به زبان پارسی میانه) نوشته شده و ریشهٔ آن به زبان‌های فارسی، یونانی و عربی بازمی‌گردد.

## تابو شکنی
وجود چنین توصیفات بی‌پرده از جزئیات آمیزش جنسی در کتابی به زبان عربی در اوج دوران اسلامی کشورهای عربی، غیرعادی و تابوشکنی به‌نظر می‌رسد. نکتهٔ مهم این است که این کتاب از نظر مذهبی تأیید شده بود و توصیه‌های آن گونه‌ای از نعمت‌های خدا به انسان انگاشته می‌شد. در واقع، برخلاف بدفهمی‌های رایج که در جوامع عربی مسلمان، آمیزش جنسی تابو است، در پشت درهای بسته، مردها مرد و زن‌ها زن هستند.

## دیگر نمونه‌ها
دیگر نمونه‌های کهن در مورد محرک‌های جنسی و روش‌های گوناگون همبستری، به زبان عربی، آثار جاحظ، متفکر دوران خلافت عباسیان در مورد روابط مردان و زنان جوان، «دانشنامهٔ لذت» به قلم خطیب بغدادی در سدهٔ دهم میلادی، مقامات قاسم بن علی حریری، زبان‌شناس دوران سلجوقیان (که حتی بخش‌هایی از آن مربوط به همجنس‌گرایی است)، و «معجون‌های جنسی سلطان عربی» خواجه نصیرالدین طوسی (به زبان عربی، برگردان شده به انگلیسی) هستند.